# Kimbundu
El quimbundo o kimbundu es un idioma que se habla en Angola, principalmente en las provincias de Luanda, Bengo y Malanje. En la actualidad la hablan como primera o segunda lengua más de tres millones de personas, pertenecientes a la etnia de los ambundu (o mbundu del Norte).
El idioma portugués ha incorporado expresiones de esta lengua, tanto de los hablantes que tiene en Angola como de los de Brasil. Ejemplos de esto son términos como bwe, baza, kuatu, kamba, arimo, mleke, xinga, bunda. A su vez, algunas palabras quimbundo están influidas por el portugués.
Esta lengua también es referida en textos antiguos como mbundu, loanda, luanda,  loande, mbundu do norte, nbundu, n'bundo e kindongo.